# 바르그 비케르네스
바르그 비케르네스(노르웨이어: Varg Vikernes, 1973년 2월 11일 ~ )는 노르웨이의 음악가이자 싱어송라이터이다. 그의 본명은 크리스티안 비케르네스(Kristian Vikernes)이며 현재의 법적 이름은 루이 카셰(Louis Cachet)이다. 또한 그는 밴드들에서 카운트 그리쉬나크(Count Grishnackh)라는 이름으로 활동했으며, 이 이름으로 잘 알려져 있다.
비케르네스는 1991년부터 노르웨이 블랙메탈 신의 대표적인 밴드이자 원맨 밴드인 버줌의 활동을 이어오고 있다. 그는 활동 초기에 적어도 세 개의 교회 방화 사건에 연루되었고, 그가 활동했던 밴드 메이헴의 리더이자 기타리스트인 유로니무스를 살해한 혐의로 1994년에 21년형을 선고받고 2009년 초에 가석방되었다. 그는 현재 프랑스에서 아내와 아이들과 함께 거주하고 있다.